# (12512) Split
(12512) Split est un astéroïde de la ceinture principale.

## Description
(12512) Split est un astéroïde de la ceinture principale. Il fut découvert le 21 avril 1998 à Višnjan par Korado Korlević et Marino Dusić. Il présente une orbite caractérisée par un demi-grand axe de 2,27 UA, une excentricité de 0,19 et une inclinaison de 5,1° par rapport à l'écliptique.

## Compléments